# Kittitas (Washington)
Kittitas es una ciudad ubicada en el condado de Kittitas en el estado estadounidense de Washington. En el año 2000 tenía una población de 1.105 habitantes y una densidad poblacional de 699,4 personas por km².

## Geografía
Kittitas se encuentra ubicada en las coordenadas 46°59′2″N 120°25′6″O / 46.98389, -120.41833.

## Demografía
Según la Oficina del Censo en 2000 los ingresos medios por hogar en la localidad eran de $26.985, y los ingresos medios por familia eran $31.382. Los hombres tenían unos ingresos medios de $29.803 frente a los $20.563 para las mujeres. La renta per cápita para la localidad era de $11.589. Alrededor del 24,8% de la población estaban por debajo del umbral de pobreza.